# Jinairo Johnson
Jinairo Johnson (Amsterdam, 8 april 2007) is een Nederlands-Jamaicaans voetballer die doorgaans speelt als middenvelder of centraal verdediger. Hij staat onder contract bij Ajax.

## Clubcarrière
Johnson begon op zijn vierde met voetballen bij AVV Zeeburgia en werd in 2015 gescout door Ajax. Hij speelde in verschillende jeugdelftallen. Met de Onder 17 van Ajax won hij in 2024 de Future Cup en werd hij verkozen tot speler van het toernooi. Op 30 juli 2024 kreeg hij bij Ajax zijn eerste profcontract aangeboden. Op 24 augustus zat hij voor het eerst bij de selectie van Jong Ajax. Hij maakte zijn debuut in het betaald voetbal voor Jong Ajax op 13 januari 2025 tegen Jong AZ. Hij kwam in de 87e minuut in de ploeg voor Julian Brandes.

## Interlandcarrière
Johnson speelde interlands voor verschillende jeugdelftallen van Nederland. Naast Nederland mag hij, via zijn moeder, ook uitkomen voor Jamaica.

## Statistieken
| Seizoen | Club      | Competitie     | Competitie | Competitie | Beker | Beker | Overig | Overig | Totaal | Totaal |
| Seizoen | Club      | Competitie     | Wed.       | Dlp.       | Wed.  | Dlp.  | Dlp.   | Dlp.   | Wed.   | Dlp.   |
| ------- | --------- | -------------- | ---------- | ---------- | ----- | ----- | ------ | ------ | ------ | ------ |
| 2024/25 | Jong Ajax | Eerste divisie | 9          | 0          | –     | –     | –      | –      | 9      | 0      |
| Totaal  | Totaal    | Totaal         | 9          | 0          | –     | –     | –      | –      | 9      | 0      |

Bijgewerkt op 22 april 2025.